# Dobronín
Dobronín är en ort i Tjeckien.   Den ligger i regionen Vysočina, i den centrala delen av landet, 110 km sydost om huvudstaden Prag. Dobronín ligger 481 meter över havet och antalet invånare är 1 913.
Terrängen runt Dobronín är huvudsakligen platt. Dobronín ligger nere i en dal.Runt Dobronín är det tätbefolkat, med 257 invånare per kvadratkilometer. Närmaste större samhälle är Jihlava, 10,1 km söder om Dobronín. I omgivningarna runt Dobronín växer i huvudsak blandskog.